# ジョナサン・ステッド
ジョナサン・グレーム・"ジョン"・ステッド（Jonathan Graeme "Jon" Stead, 1983年4月7日 - ）は、イングランド・ハダースフィールド出身の元サッカー選手。現役時代のポジションはFW。

## 経歴
2014-15シーズン限りでフットボールリーグ・チャンピオンシップのハダースフィールド・タウンFCを退団し、2015年7月2日にフットボールリーグ2のノッツ・カウンティFCへ移籍した。

## 所属クラブ
- ハダースフィールド・タウンFC 2002-2004
- ブラックバーン・ローヴァーズFC 2004-2005
- サンダーランドAFC 2005-2007

→  ダービー・カウンティFC 2006-2007 (loan)
- シェフィールド・ユナイテッドFC 2007-2008

→  イプスウィッチ・タウンFC 2008 (loan)
- イプスウィッチ・タウンFC 2008-2010

→  コヴェントリー・シティFC 2010 (loan)
- ブリストル・シティFC 2010-2013
- ハダースフィールド・タウンFC 2013-2015

→  オールダム・アスレティックAFC 2013 (loan)
→  ブラッドフォード・シティAFC 2014 (loan)
→  ブラッドフォード・シティAFC 2014-2015 (loan)
- ノッツ・カウンティFC 2015-2019
- ハローゲート・タウンFC 2019-2021